# Bummerlbräu

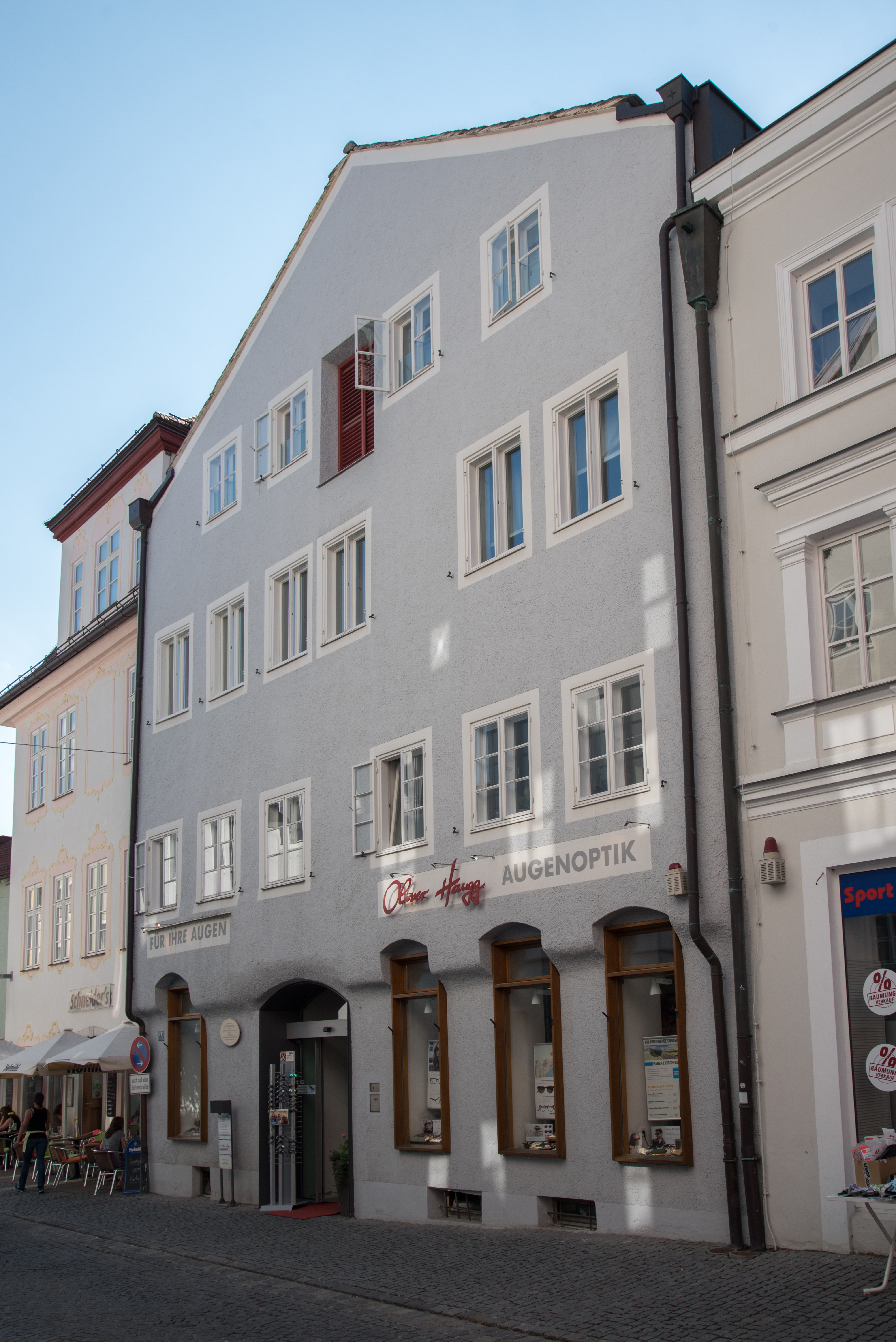
Straßenfassade

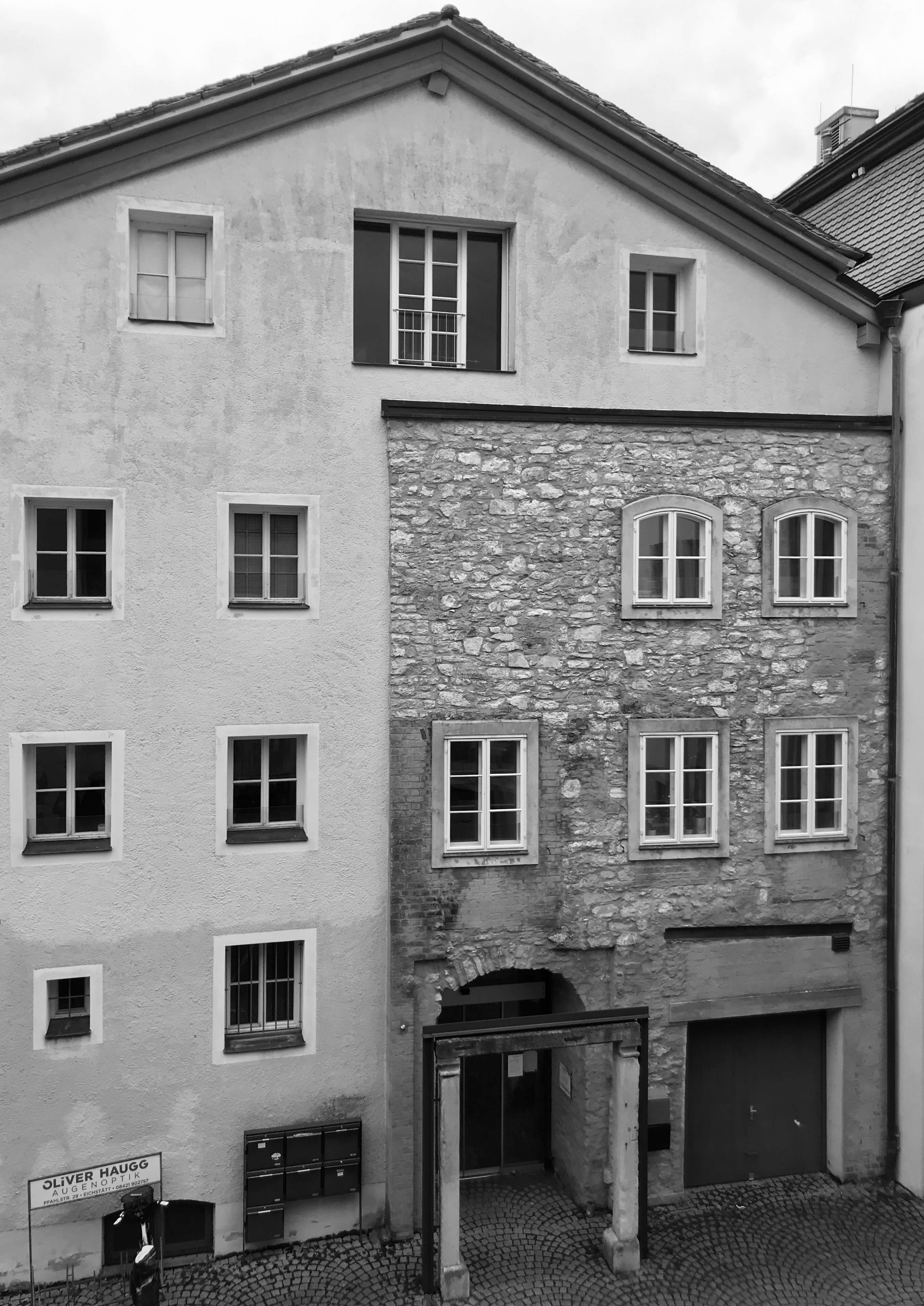
Hoffassade

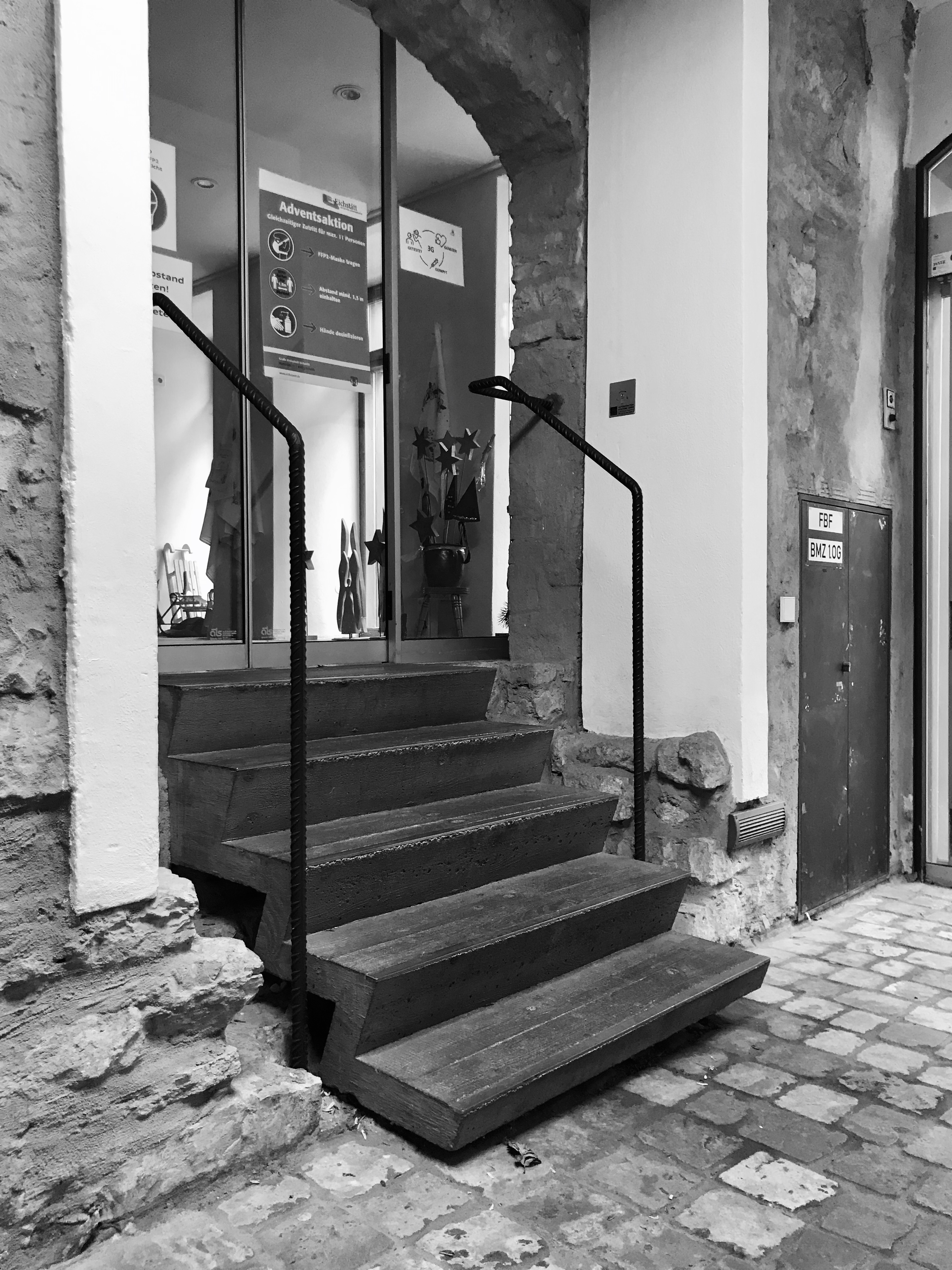
Betontreppe im Inneren des Gebäudes, 1996

Das ehemalige Brauereianwesen Bummerlbräu ist ein historisches Gebäude in der Altstadt der oberbayerischen Stadt Eichstätt. Das auf mittelalterliche Bausubstanz zurückgehende Anwesen steht in der Pfahlstraße 27 und ist unter der Aktennummer D-1-76-123-197 in der Denkmalliste Bayern eingetragen.

## Geschichte
Der aus der Straßenflucht vortretende giebelständige Bau besitzt ein flachgeneigtes Satteldach. Nach dendrochronologischem Befund stammt das Haus im Kern aus dem frühen 14. Jahrhundert (1322–1327). Im Jahr 1727 wurde es um ein zweites Obergeschoss mit Kniestockgeschoss aufgestockt. 1777 wurden beim Umbau die drei Obergeschosse nach vorne auskragend ausgebildet. In den Jahren 1995 und 1996 wurde das ehemalige Brauereianwesen von dem Architekten und Denkmalpfleger Andreas Mühlbauer in Zusammenarbeit mit dem Bauingenieur Johann Grad und dem Pfünzer Lichtplaner Walter Bamberger umgebaut. Mitarbeiter war Siegfried Dengler.
Zu dem Bummerlbräu-Anwesen (auch Ochsbräu) gehörte einst der Bummerlkeller in der Antonistraße 2.

## Denkmal
Das Anwesen steht unter Denkmalschutz und ist im Denkmalatlas des Bayerischen Landesamtes für Denkmalpflege und in der Liste der Baudenkmäler in Eichstätt eingetragen.